# Татарский Калмаюр
Татарский Калмаюр (тат. Татар Колмаеры авылы) — село в Чердаклинском районе Ульяновской области России, административный центр Калмаюрского сельского поселения. Расположено на реке Калмаюр, в 20 километрах от районного центра Чердаклы.

## История
Татарский Калмаюр был основан весной 1697 года 40 служилыми татарами, вместе с Чувашским Калмаюром. В 1701 и 1713 годы сюда же приехали с Иванчеем Енохтаевым ещё 31 человек.
В 1780 году, при создании Сибирского наместничества, деревня Калмаюр, служилых татар, вошла в состав Ставропольского уезда. С 1796 года — в Симбирской губернии.
Пожалованные землёй татары и мурзы сами, а затем их потомки, владели и пользовались этой землёй до 1791 года. Но с осени 1791 года по весну 1792 года они уехали из этих мест, переехав в селения Тюгальбуга (ныне Старая Тюгальбуга) и Вороний Куст Самарского уезда (ныне Новомалыклинский район) Земля, оставшаяся без хозяев, была взята в своё управление Симбирской Казённой Палатой, и сдавалась с торгов в оброчное содержание разным лицам с 1792 по 1799 годы. После того как покинули эти места, жители Татарского Калмаюра, сюда, в те же самые дома, переселил своих крестьян числом 49 душ мужского пола губернский секретарь Александр Васильевич Попов. Они переехали из деревни Богданово, Злобино тожъ.
После завершения генерального межевания в 1798 году на земли вокруг села Чувашский Калмаюр предъявил свои права собственника отставной артиллерийский унтер-офицер (фейерверкер) Юсей Сеитов, которому удалось доказать своё происхождение от тех калмаюрских татар, покинувших эти места в 1792 году, убедить местное руководство, в данном случае Управляющего Симбирской Казённой Палатой, а также Симбирского губернатора и подать Прошение на имя самого Государя Императора. Просьба фейерверкера Ю. Сеитова была тщательно изучена, проверены документы, на что ушли годы и была удовлетворена Высочайшим Повелеванием от 14 марта 1808 года. Земли занятые самовольно Александром Васильевичем Поповым были возвращены родственникам Ю. Сеитова, за исключением той части, что была продана в 1763 году помещице Аграфене Ивановне  Дурасовой, на которой была основана в 1765 году деревня Русский Калмаюр или Дурасовка (упразднена в 1950-х г.г.). Хотя и земли были возвращены, но за названием Татарских Калмаюр закрепилось название Поповка.
В 1798 году по Указу Симбирской Казённой Палаты из Буинского уезда — из деревень Нижний Чепкас и Нижних Чепчелей сюда вновь переселились служилые татары числом 79 душ мужского пола. С этого времени деревня Чувашский Калмаюр начинает пополняться служилыми татарами, которые начали селиться за безымянной речкой (приток реки Калмаюр), основав в дальнейшем село Татарский Калмаюр.
В 1851 году деревня Татарский Калмаюр вошла в состав Ставропольского уезда Самарской губернии.
В 1861 году деревня вошла в состав Коровинской волости.
В 1900 году была построена мечеть.
Со Столыпинской реформы (1908) татарские жители Чувашского Калмаюра выделились в отдельную деревню, которая стала называться Татарский Калмаюр.
В 1918 году в деревне был образован сельский Совет.
В 1920 году село Татарский Калмаюр вошло в состав Мелекесского уезда.
В 1929 году в селе был создан колхоз «12 лет Октября», в 1957 году переименован в «40 лет Октября».
В 1943 году село Татарский Калмаюр вошло в состав Чердаклинского района Ульяновской области.
В Великую Отечественную войну 196 сельчан не вернулись с войны.
В 1952—1956 годах во время строительства Куйбышевской ГЭС село Татарский Калмаюр пополнилось жителями посёлка Красная Река попавшего в зону затопления.
В 2005 году село стало административным центром Калмаюрского сельского поселения.

## Население
| Год  | Число дворов | Число жителей | Примечания                                                   |
| ---- | ------------ | ------------- | ------------------------------------------------------------ |
| 1697 |              | 40            |                                                              |
| 1713 |              | 71            |                                                              |
| 1780 |              | 161           | Ревизских душ, служилых татар                                |
| 1798 |              | 79            |                                                              |
| 1834 |              | 258           | по 8-й ревизии: 74 души мужского, 174 женского пола.         |
| 1850 |              | 236           | По 9-й переписи: мужчин 99, женщин 137.                      |
| 1859 | 29           | 255           | есть мечеть                                                  |
| 1900 | 123          | 723           | 2 мечети, татарская школа.                                   |
| 1910 | 443          | 2282          | В селе было 5 мечетей, 3 татарских школ, 8 ветряных мельниц. |
| 1930 | 439          | 1948          | татары                                                       |
| 1996 |              | 1207          |                                                              |
| 2010 |              | 624           |                                                              |

## Инфраструктура
- Центр кооп. хоз-ва «40 лет Октября» (бывший одноимённый колхоз), школа, клуб, мечеть, библиотека, аптека, больница, отделение связи.

## Достопримечательности
- В окрестностях села три курганные группы предположительно бронзового века, уникальный археологический памятник — булгарский могильник XIV века.
- Селище XII в[12].
- Песчаниковые плиты с арабскими надписями (77 плит) XII в[12].
- Памятник-обелиск 196 землякам, погибшим в Великой Отечественной войне.
- По инициативе А. Д. Соколова открыт общественный краеведческий музей (1987) с отделами археологии, природы, истории села.
- Родник безымянный[13].

## Известные уроженцы
- Виталий Константинов — олимпийский чемпион,
- Константинов Иван Дмитриевич — Герой Социалистического Труда, председатель колхоза «12 лет Октября»[14],
- Фатхи Демьян и Х. С. Шаммасова — поэты,
- Аюханов Закир Насырович — филолог.
- Абдулин Загид Мухабулович — Герой Социалистического Труда.[15]

## Улицы
ул. Кавказская, ул. Комсомольская, Комсомольский пер., ул. Нижняя, ул. Озерская, ул. Почтовая, Почтовый пер., ул. Советская, Советский пер., ул. Школьная.